# Олимпий (магистр оффиций)
Олимпий (казнён в 411 году) — римский политический деятель, магистр оффиций в Западной Римской империи в правление императора Гонория. Известен в первую очередь организацией заговора против могущественного военачальника Стилихона, который более двенадцати лет фактически правил Западом при малолетнем императоре.

## Исторический контекст
На рубеже IV и V веков обе части разделённой империи столкнулись с нашествием варваров. Положение Западной Римской империи оказалось более катастрофичным. Веками удерживаемая граница с германцами по Рейну перестала существовать, варвары заняли огромные территории, прежде подконтрольные Риму, и начали угрожать самому Городу.
В 395 году, после смерти императора Феодосия I ещё единая Римская империя была разделена между его сыновьями. Западная часть досталась одиннадцатилетнему Гонорию, который не мог править самостоятельно. В 398 году император-подросток женился на дочери военачальника Стилихона, который стал регентом и фактическим правителем государства. Сам Стилихон был сыном некой римлянки из Паннонии и офицера вандальского происхождения (то есть, был наполовину германцем). Женой Стилихона стала племянница предыдущего императора.
Именно Стилихон к 399 году вновь подчинил императору Запада африканские провинции, тяготевшие к Византии, отразил вторжение вестготов под предводительством Алариха на Балканский полуостров в 396 году и в Италию в 403 и 406 годах. Вместе с тем, Стилихон, движимый желанием подчинить себе не только Запад, но и Восток, положил начало вражде между Римом и Византией.

## Заговор против Стилихона
Накопившиеся проблемы — вражда с Востоком, мятежи в Британии, разграблением варварами Галлии, постоянная угроза Риму — в конце концов привели к снижению популярности Стилихона. Римская знать видела в нём источник всех проблем, в немалой степени это было связано с его варварским происхождением. В 407 году умерла дочь Стилихона Мария, и император женился на её младшей сестре Ферманции. Оба брака были неудачными; по сообщению историка Зосима, обе жены императора оставались девственницами, так как Гонорий либо не испытывал к ним влечения, либо не мог совершить половой акт.
Олимпий (который в то время либо уже являлся магистром оффиций, либо же получил должность позднее, за свой донос) оклеветал Стилихона перед императором, обвинив первого в заговоре и намерении захватить власть. В 408 году Стилихон, его мать и сын были убиты. Кроме того, грабежам и убийствам подверглись семьи других варваров, состоящих на римской военной службе. После этого иноземные отряды покинули Италию и примкнули к врагу Рима — весготскому предводителю Алариху.
Зосим сообщал:
Несмотря на то, что Стилихон не ощущал никакой враждебности ни к императору, ни к солдатам, злоумышленный Олимпий начал высказывать множество обличительных слов против него, говоря, что тот планировал поход на Восток для того, чтобы устроить заговор с целью свержения молодого Феодосия и передачи Востока собственному сыну Евхерию. Он [Олимпий] был выходцем с Понта Эвксинского. Имел награды и выдающееся положение на государственной службе, но скрывал свою великую злобу под обманчивой личиной христианства. Все привыкли к его близости к императору, потому что он добился этого своей доблестью.

## Дальнейшая судьба
Олимпий на время стал ключевой фигурой при дворе, так как император Гонорий и после достижения совершеннолетия не проявлял ни интереса, ни способностей к государственному управлению. На все ключевые должности Олимпий расставил своих людей, а бывших сторонников Стилихона приказал хватать, пытать и казнить по обвинению в измене. Даже под пытками не удалось получить убедительных доказательств существования заговора, по обвинению в котором был убит выдающийся полководец. По словам Зосима, император «связывал все свои надежды с советами Олимпия, и это стало причиной страшных бедствий для государства».
Через несколько недель после убийства Стилихона Аларих с армией осадил Рим. Римляне были вынуждены заплатить выкуп, чтобы вестготы сняли осаду. В 409 году история повторилась. Ещё через год Аларих снова осадил Рим, на этот раз платить выкуп римляне отказались. Рим был захвачен и разграблен (впервые за 800 лет, если считать захват Рима галльским вождём Бренном в IV веке до н. э.). Император со свитой и, видимо, Олимпий в это время находились в новой столице — Равенне. Помимо угрозы со стороны варваров, Гонорий вёл борьбу с узурпатором Константином. Константин вскоре был побеждён полководцем Констанцием.
Дальнейшая судьба Олимпия сложилась печально. Не сумев справиться с многочисленными бедами, сотрясавшими разваливающуюся римскую державу, он сам стал жертвой придворных интриг и был казнён. По сообщению историка и современника событий Олимпиодора (сочинение которого известно только из выдержек, сделанных в IX веке):
Олимпий, погубивший Стилихона, стал магистром оффиций. Затем он лишился этой должности, опять получил её, опять её лишился и был, по приказу Констанция, женившегося на Плацидии, забит до смерти дубинами. Перед этим ему отрезали уши. Правда не оставила преступника до конца безнаказанным.